# Etnofotografia

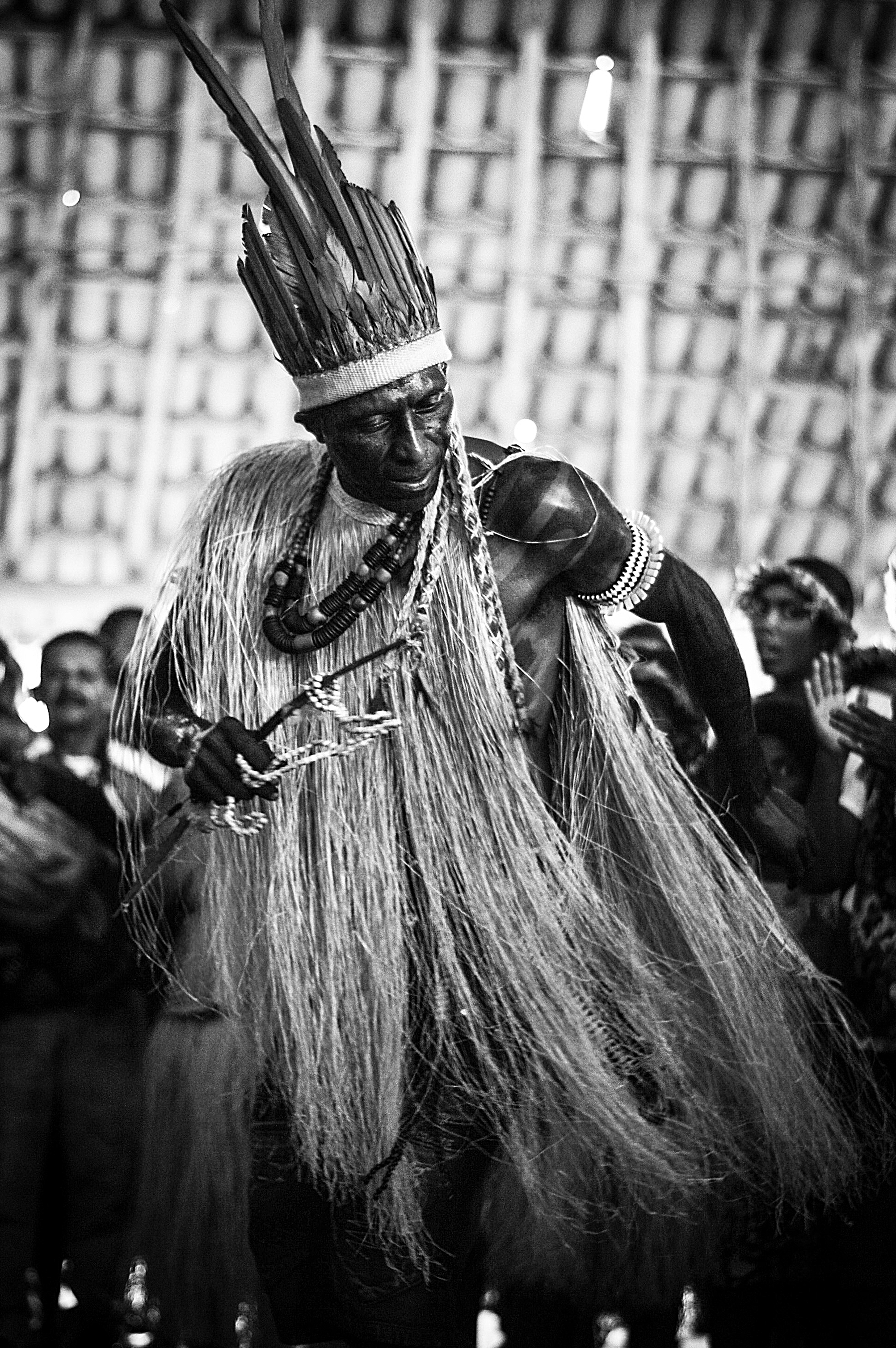
"Pajé do povo Xakriabá entoa seu canto e dança em meio ao ritual do toré", imagem produzida por Edgar Kanaykõ Xakriaba, pesquisador de etnografia

A etnofotografia é um ramo da antropologia visual, com o objetivo de coletar informações sobre um povo e cultura por meio da fotografia. O registro fotográfico permite a quem realiza trabalho de campo ampliar a observação, por meio de imagens, realizadas com rigor científico. Também é uma preocupação da etnografia a "etnovisão", que leva em conta como os povos e culturas retratados lidam com sua representação imagética.